# Coleophora cecidophorella
Coleophora cecidophorella é uma espécie de mariposa do gênero Coleophora pertencente à família Coleophoridae.